# Teinostoma amplectans
Teinostoma amplectans är en snäckart som beskrevs av Carpenter 1857. Teinostoma amplectans ingår i släktet Teinostoma och familjen Vitrinellidae.

## Underarter
Arten delas in i följande underarter:
- T. a. amplectans
- T. a. americanum